# Neurotoxine

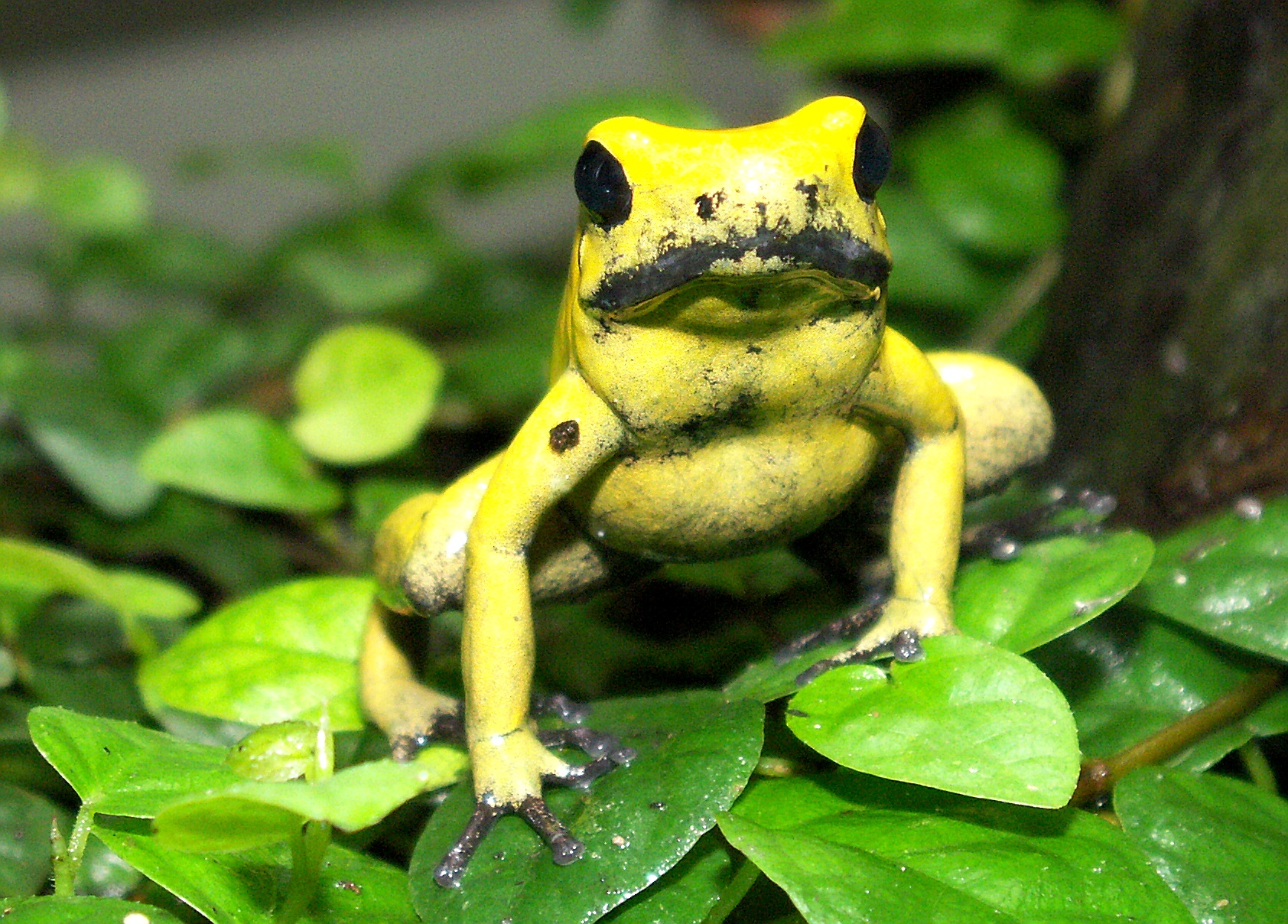
Phyllobates terribilis is een pijlgifkikker en een van de gifstigste dieren vanwege de hoge concentratie batrachotoxine in de huid.

Structuurformule van strychnine een alkaloïde uit de braaknoot die gebruikt wordt als rattengif.

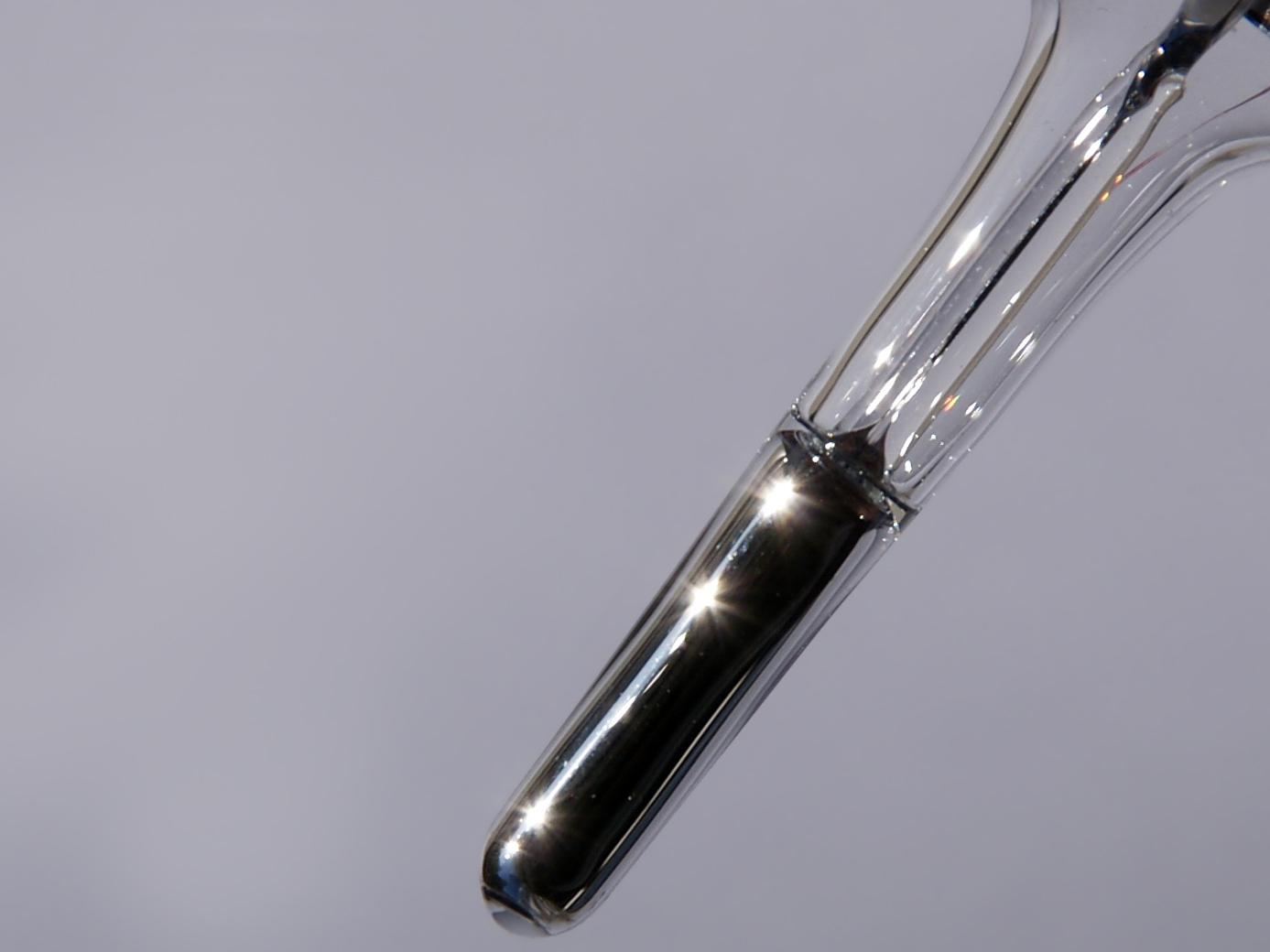
Kwikreservoir van een inmiddels van de markt gehaalde kwikthermometer.

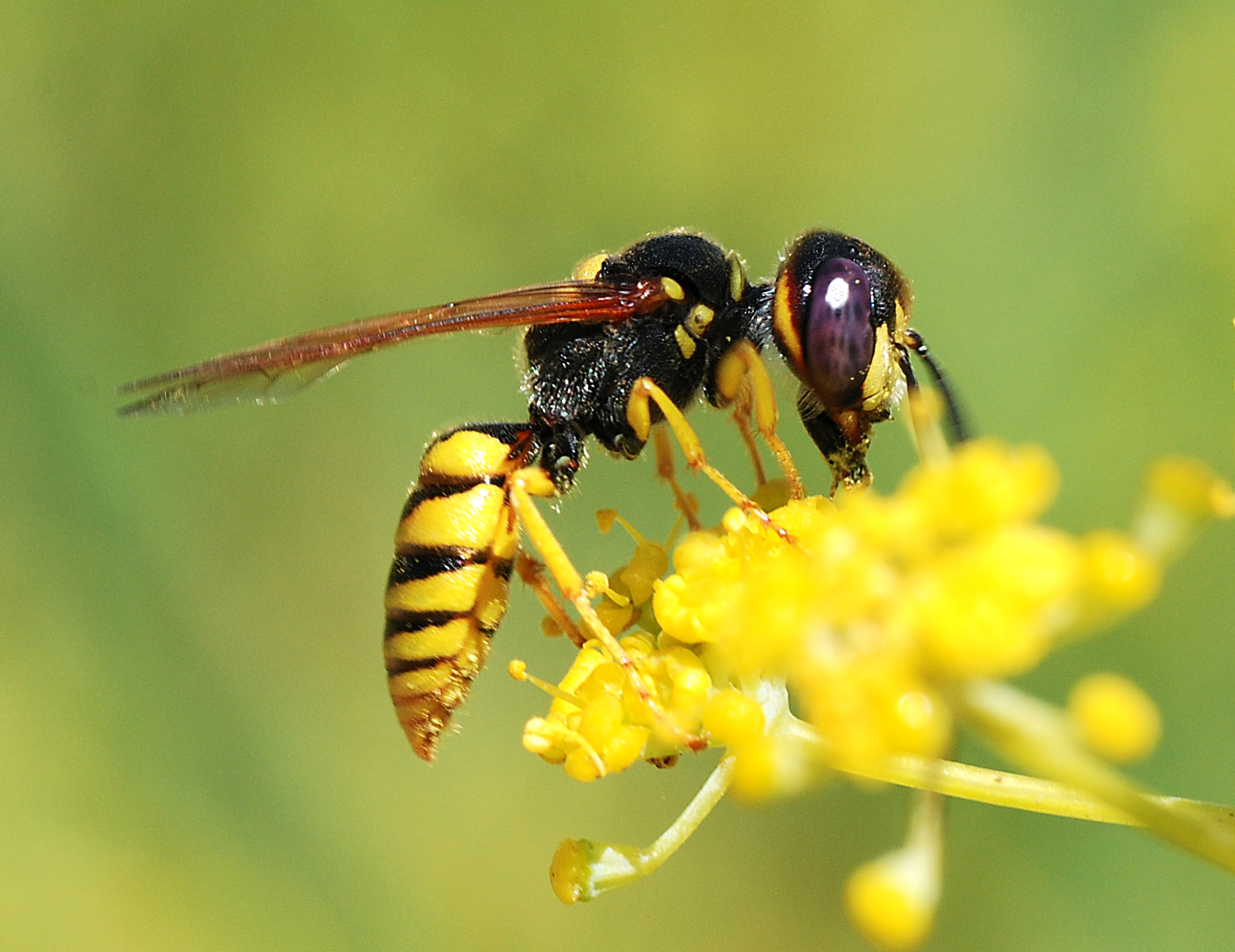
De bijenwolf Philanthus triangulum die bijen verlamt en in een gangenstelsel begraaft. De bijen worden met een neurotoxine verlamd waarna de wesp haar eitjes op de verlamde bijen legt.

Neurotoxinen zijn gifstoffen die de werking van het zenuwstelsel beïnvloeden. Meestal zijn het stoffen die de stofwisseling van neurotransmitters in of rond de synapsen tussen de zenuwcellen ernstig verstoren. Daardoor raakt de impulsoverdracht tussen zenuwcellen of de impulsoverdracht van zenuwcellen naar spiercellen verstoord wat fatale gevolgen kan hebben.

## Herkomst
Vaak zijn neurotoxinen enzymen of alkaloïden die door planten of dieren geproduceerd worden maar ze kunnen ook van bacteriën afkomstig zijn. Zenuwgassen en veel insecticiden zijn kunstmatige neurotoxinen. Ze blokkeren vaak het enzym acetylcholinesterase, een hydrolase die de langst bekende neurotransmitter acetylcholine afbreekt, waardoor verkrampingen van de ademhalingsspieren of ernstige verlammingsverschijnselen kunnen optreden.
De sterkste biologische neurotoxinen vindt men bij de kikkers, spinnen, slangen en vissen. Enkele soorten insecten, inktvissen en holtedieren zijn ook bijzonder giftig. Daarbij gaat het in veel gevallen om toxische enzymen. De kleinere moleculen van de alkaloïden en giftige secundaire plantenstoffen komen vooral in planten en paddenstoelen voor. Bacteriën produceren voornamelijk giftige proteïnen.

## Neurotoxische stoffen
Zware metalen, organische oplosmiddelen, psychotrope middelen, veel geneesmiddelen en conserveermiddelen zijn geen neurotoxinen in engere zin, maar ze hebben vaak wel neurotoxische eigenschappen, waardoor ze de hersenen en andere organen bij een te zware of langdurige belasting ernstig kunnen beschadigen. Sommige geneesmiddelen zoals opioïden en barbituraten kunnen bij een overdosis acuut dodelijk zijn. Deze stoffen hebben een relatief hoge acute neurotoxiciteit. Zware metalen hebben net als sommige medicijnen en genotmiddelen geen hoge acute neurotoxiciteit maar het worden langzame slopers van het zenuwstelsel als men er dagelijks te veel van binnen krijgt zoals in het geval van kwikvergiftiging of loodvergiftiging.

## Werking
Vaak binden neurotoxinen zich aan receptoren voor neurotransmitters. Dan spreekt men van (inhiberende) agonisten en antagonisten. Als het neurotoxine het enzym blokkeert dat de aanmaak of afbraak van een neurotransmitter regelt spreekt men van inhibitie van een enzym. De binding van het neurotoxine aan een receptor of enzym is meestal zeer sterk waardoor de receptor of het enzym geheel geblokkeerd of verzadigd raakt en niet meer werkt of de receptor kan door de inhibitor gemodificeerd of beschadigd worden. Er wordt in zo'n geval gesproken van een irreversibel of onomkeerbaar bindingsproces.

### Enzymen
Hoewel neurotoxische enzymmoleculen veel groter en zwaarder zijn dan de moleculen van neurotoxische alkaloïden richten ze per gewichtseenheid of per molecuul meestal veel meer schade aan. Ze blokkeren geen receptoren of enzymen maar ze vernielen ze. Het zijn dus irreversiblele inhibitors. Enzymen zijn katalysatoren die grote aantallen receptoren of enzymen kunnen beschadigen voordat ze uitgewerkt zijn. Moleculen van inhibitors en (ant)agonisten kunnen de werking van maar één receptor- of enzymmolecuul ontregelen. Daar komt bij dat het voor natuurlijke vijanden of potentiële prooien vrijwel onmogelijk is om resistentie tegen het gif te kunnen opbouwen.

### Werkingsgebieden
Sommige neurotoxinen werken op specifieke plaatsen in de hersenen waardoor bijvoorbeeld alleen spieren uitvallen. Andere neurotoxinen tasten echter grotere delen van het zenuwstelsel aan. Sommige neurotoxinen tasten specifiek de impulsgeleiding van het hart aan en worden ook wel cardiotoxines genoemd. Neurotoxinen kunnen de impulsoverdracht blokkeren of versterken. Hierdoor kan het zenuwstelsel deels uitvallen of overactief raken waardoor de aangesloten spieren kunnen verslappen of verkrampen. Sommige neurotoxinen beschadigen het centrale zenuwstelsel terwijl anderen alleen het perifere zenuwstelsel aantasten omdat ze de bloed-hersenbarrière niet kunnen passeren.

## Voorbeelden
- Graafwespen en metselwespen injecteren larven van andere insecten met neurotoxinen die de larve verlammen. De wespen leggen hun eieren in de larven die dienen als voedselbron voor de wespenlarven.

- Tetrodotoxine wordt geproduceerd door verschillende bacteriën die o.a. in symbiose leven met kogelvissen. Tetrodotoxine blokkeert natriumkanalen waardoor het optreden van een actiepotentiaal en de impulsoverdracht tussen zenuwcellen en van zenuwcellen naar spiercellen geblokkeerd wordt. Hierdoor treedt bij zoogdieren een verlamming van de ademhalingsspieren in het middenrif en verstikking op.

- In het geval van vergiftiging met strychnine worden inhibitoire glycinereceptoren in de hersenen geblokkeerd waardoor spieren niet meer kunnen ontspannen en verkrampt raken. Daardoor kan een fatale opisthotonus ontstaan waarbij het lichaam van het slachtoffer helemaal verkrampt kan raken en het soms alleen nog met achterhoofd en hielen de grond raakt.

- Het gif in curare blokkeert de acetylcholinereceptoren waardoor spieren verslappen en de ademhaling stil valt.

- De vergiftiging met zenuwgassen verstoort de impulsoverdracht van zenuwen naar spieren omdat de afbraak van acetylcholine door acetylcholinesterase geblokkeerd wordt. Daardoor treedt een verkrampende verlamming op waardoor de ademhaling stil valt.

- Botulinetoxine beschadigt de presynaptische SNARE-eiwitten van motorische neuronen waardoor ze geen acetylcholine meer kunnen vrijmaken uit de vesikels aan het uiteinde van het axon dat een spiercel aanstuurt. Hierdoor treedt verlamming op van vrijwel al het spierweefsel.

## Gevolgen van vergiftiging
- Het effect van een neurotoxine is sterk afhankelijk van de dosis, de wijze van toediening en de gezondheidstoestand van de persoon die de stof gekregen heeft.
- Tegen de meeste neurotoxinen bestaat geen tegengif.
- De meeste neurotoxinen werken snel zodat hulp vaak te laat komt.
- Overlevenden van een vergiftiging kunnen hersenschade of neurologische afwijkingen aan de vergiftiging overhouden.